# The Game of Their Lives (documentário)
The Game of Their Lives é um documentário dirigido por Daniel Gordon e seu executivo Nicholas Bonner sobre os sete membros sobreviventes da Seleção Norte-Coreana de Futebol que participou do Mundial de Futebol de 1966. Sua vitória sobre a equipe italiana levou a equipe da Coreia do Norte até as quartas-de-finais, a primeira vez que um time asiático chegou tão longe na Copa do Mundo até aquele momento.